# Cainonia
Cainonia is een geslacht van kreeftachtigen uit de klasse van de Malacostraca (hogere kreeftachtigen).

## Soort
- Cainonia medipacifica (Edmondson, 1935)